# 미나리좀나방과
미나리좀나방과(Epermeniidae)는 나비목에 속하는 나방과의 하나로 약 14개 속으로 이루어져 있다. 이전에는 2개의 아과(Epermeniinae, Ochromolopinae)로 구분하였으나(e.g. Common, 1990: 321) 오크로몰롭피스아과(Ochromolopinae)에 속하던 하위 속이 미나리좀나방아과(Epermeniinae)에 포함됨에 따라서 이제는 이전의 아과 구분은 더 이상 유효하지 않다(Dugdale et al., 1999). 현재는 미나리좀나방상과(Epermenioidea)의 유일한 과로 분류하고 있지만, 이전에는 일부 특징을 공유하는 집나방상과 또는 코프로모르파상과에 포함시켜 분류했다. 현재 난이문류에 속하는 옵텍토메라류(Obtectomera, 움직이지 않는 번데기 체절 마디 I-IV를 가짐)로 분류하고 있지만 분류학적 위치는 여전히 불확실하다. "털날개나방"(깃털나방상과와 털날개나방상과)과 형태학적인 유사성을 일부 갖고 있다. 예를 들어, 날개 가장자리의 인편(비늘)이 유사하다(Dugdale et al., 1999). 그리고 가시 돌기로 된 다리가 있다는 점에서 스크렉켄스테이니아상과와도 유사한 점이 있으며, 적어도 일부 종은 개방형 그물 형태의 난고치를 갖는다. 뉴질랜드에서 발견되는 탐보르리카속(Thambotricha)은 다른 현존하는 모든 종들과 자매군 관계에 있는 것으로 추정하고 있다. 이 중에서 가장 중요한 나방 속은 미나리좀나방속(Epermenia)과 오크로몰롭피스속(Ochromolopis ) 그리고 크나티페라속(Gnathifera)이다. 이 그룹은 레인하드 괴디케 박사가 광범위한 개정과 분류 작업을 수행했다(e.g. Gaedike, 1977, 1979).

## 하위 속
- Epermenia Hübner, 1825
- Paraepermenia Gaedike, 1968
- Sinicaepermenia Heppner, 1990
- Agiton Turner, 1926
- Cataplectica Walsingham, 1894
- Phaulernis Meyrick, 1895
- Lasiostega Meyrick, 1932
- Notodryas Meyrick, 1897
- Picrodoxa Meyrick, 1923
- Temeluchella Fletcher, 1940
- Ochromolopis Hübner, 1825
- Parochromolopis Gaedike, 1977
- Gnathifera Gaedike, 1978
- Thambotricha Meyrick, 1922